# 4432 Макгро-Гілл
4432 Макгро-Гілл (4432 McGraw-Hill) — астероїд головного поясу, відкритий 2 березня 1981 року.
Тіссеранів параметр щодо Юпітера — 3,503.